# 长江路街道 (郑州市)

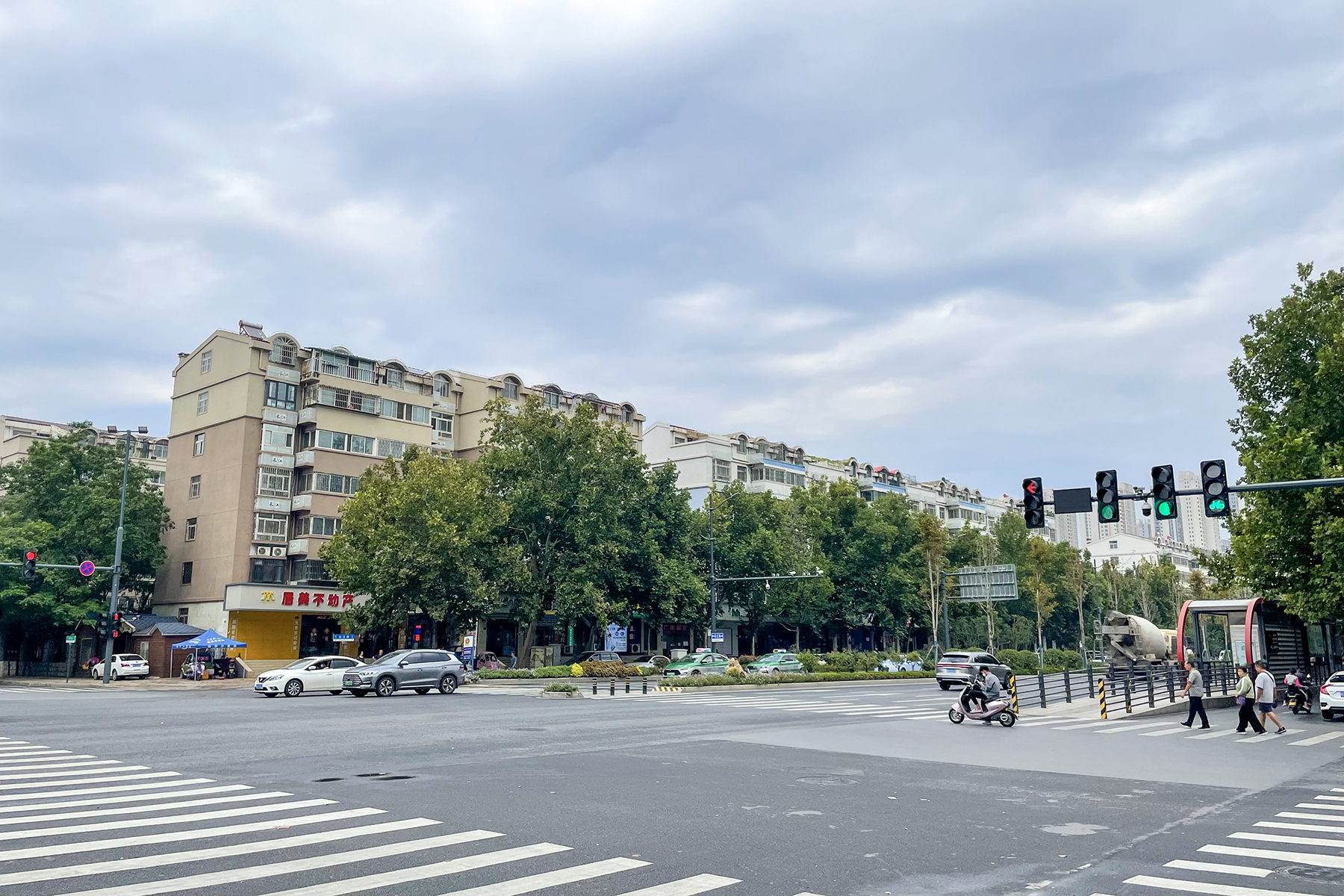
长江路与淮河街交界处

长江路街道，是中华人民共和国河南省郑州市二七区下辖的一个乡镇级行政单位。

## 行政区划
长江路街道下辖以下地区：
长江路社区、航海中路社区、孙八砦社区、高砦社区、五号街坊社区和玫瑰花园社区。